# 诺贝特·布吕姆
诺贝特·布吕姆（德語：Norbert Blüm，1935年7月21日—2020年4月23日），德国政治人物，基督教民主联盟成员，曾任劳动与社会事务部长、联邦议院议员。

## 生平
1935年生于吕瑟尔斯海姆。1950年加入德国基督教民主联盟。1949年至1957年，在欧宝公司工厂工作，曾任技师。他活跃于童子军组织，并在波恩大学和科隆大学学习德语语言文学、历史、哲学和神学，1967年获得哲學博士学位。
1977年至1987年，他担任基督教民主联盟工会联合会主席。1969年至2000年，他是基督教民主联盟联邦执行委员会委员。1987年至1999年，担任基督教民主联盟北莱茵-威斯特法伦委员会主席。1981年至1990年以及1992年至2000年，他担任基督教民主联盟副主席。
1972年至1981年以及1983年至2002年，担任德国联邦议院议员。1981年至1982年，担任柏林市政府委员。
1982年至1998年，担任德国联邦劳动与社会事务部长。1990年，与苏联外交部长谢瓦尔德纳泽签署了《在劳动和社会福利事业方面合作的协定》。他还对养老金制度进行了改革。1995年引入长期护理保险制度。
2019年，他因为敗血症而瘫痪，此后靠轮椅行走。2020年4月23日在波恩逝世。

## 出版物
- 诺贝特·布吕姆. . 由朱刘华翻译. 北京: 中国青年出版社. 2013. ISBN 9787515315638 （简体中文）.